# Johann Bernhard Fischer von Erlach

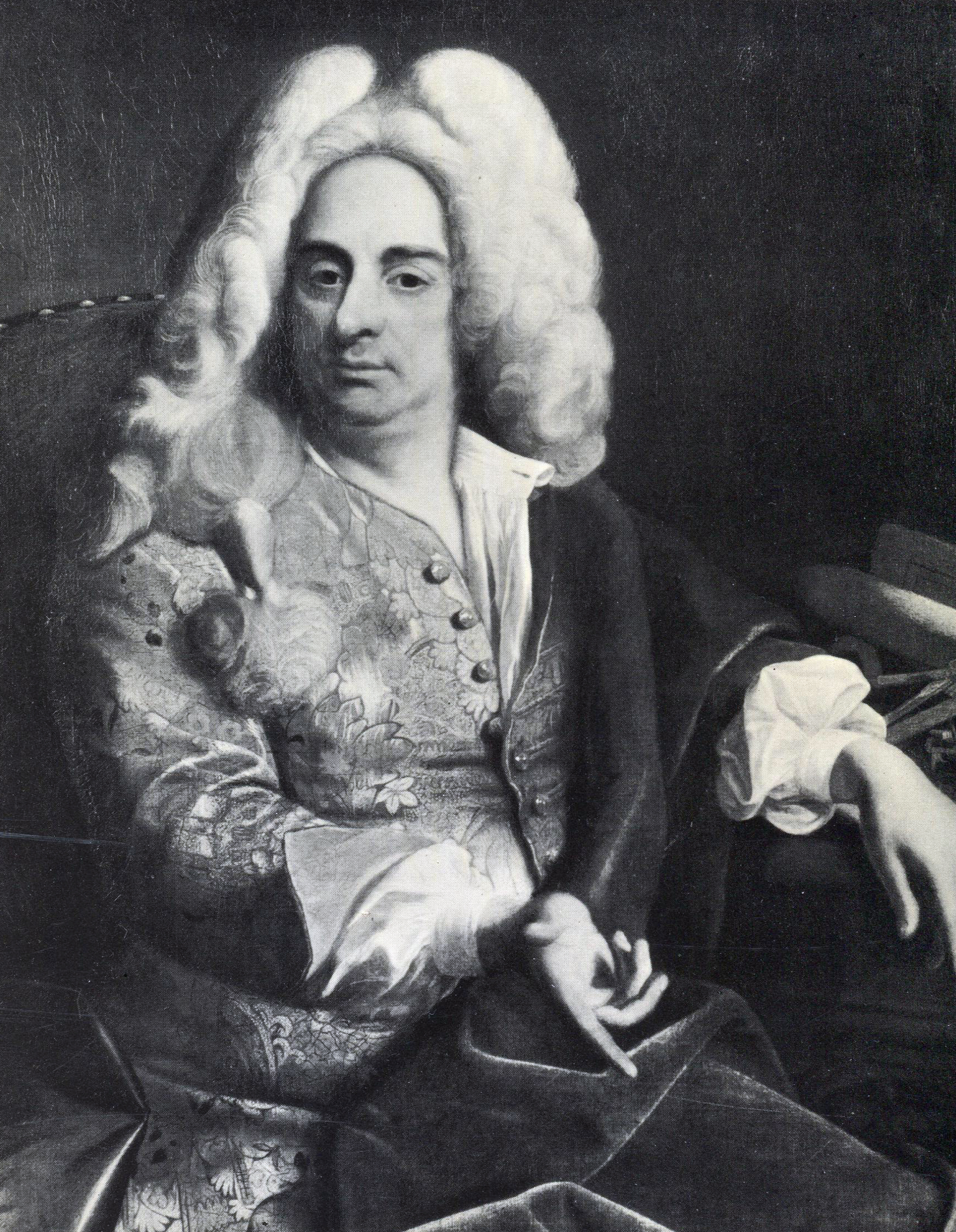
Johann Bernhard Fischer von Erlach, Gemälde von Adam Manyoki, 1723

Johann Bernhard Fischer, seit 1696 Fischer von Erlach, auch genannt Fischer von Erlach der Ältere (* 20. Juli 1656 in Graz; † 5. April 1723 in Wien), war ein österreichischer Bildhauer und Architekt. Zu seinen Hauptwerken gehören das Winterpalais des Prinzen Eugen, das Schloss Schönbrunn, die Karlskirche und die Hofbibliothek in Wien sowie die Kollegienkirche in Salzburg.

## Leben

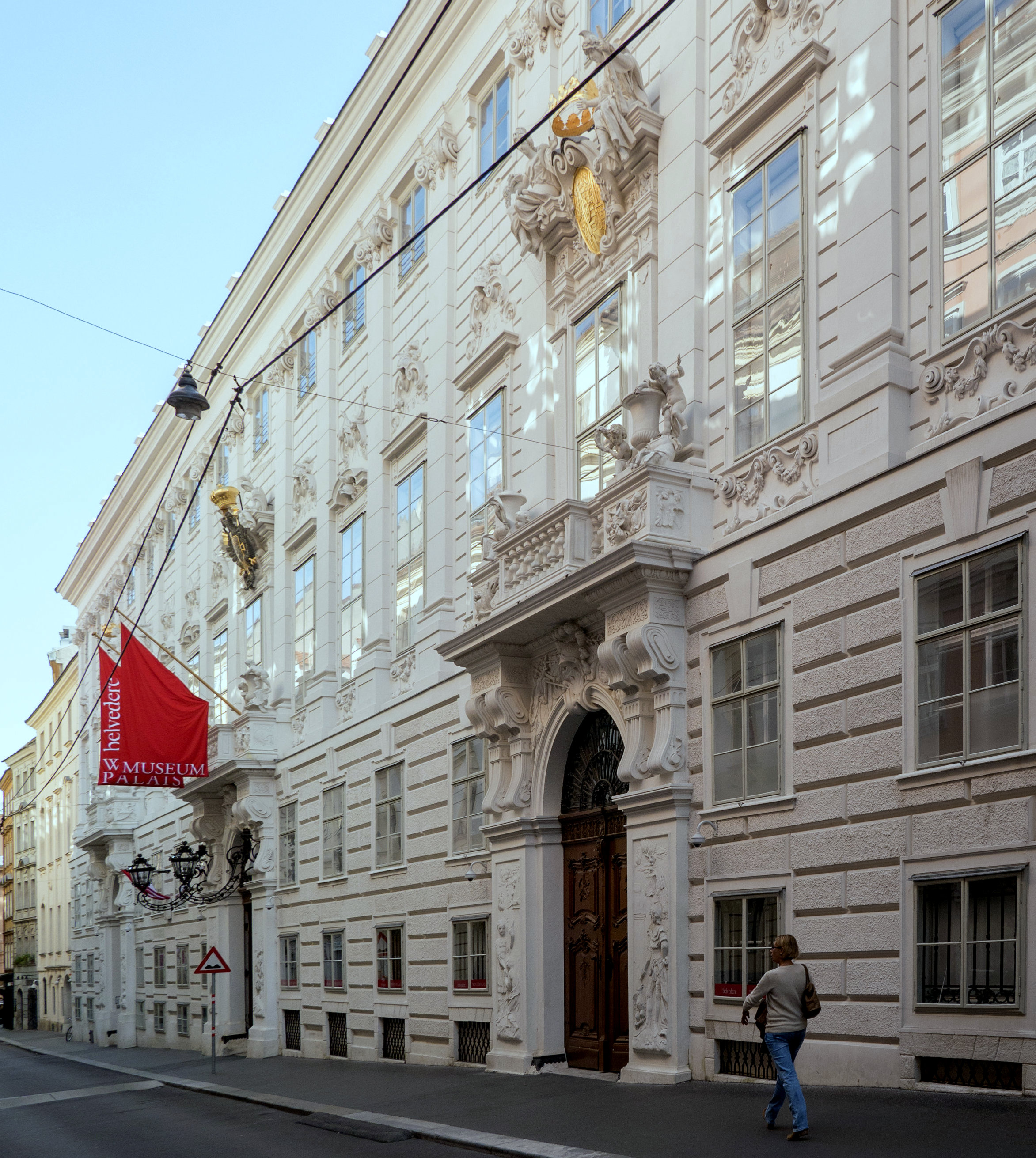
Winterpalais des Prinzen Eugen, Wien

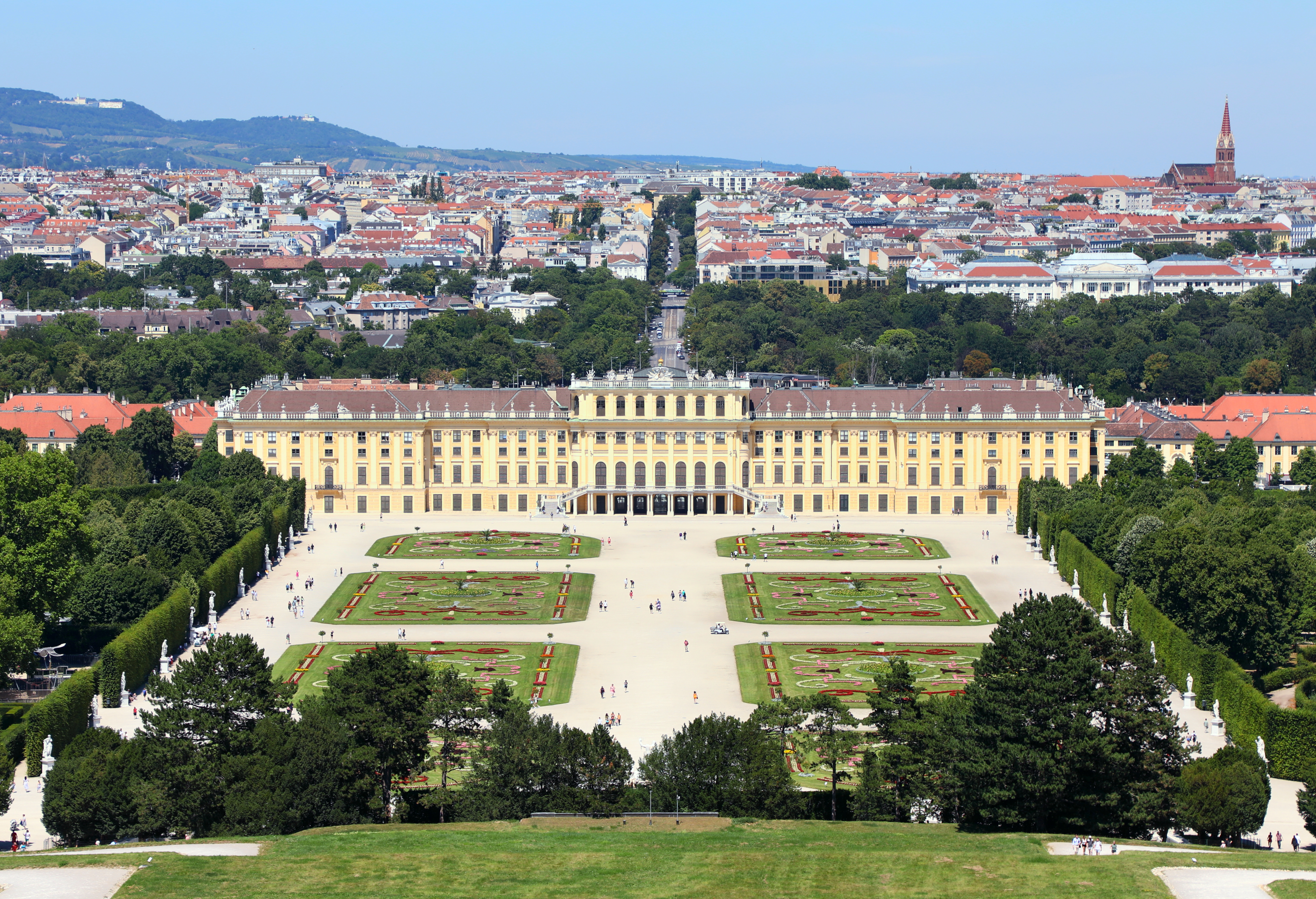
Schloss Schönbrunn, Wien

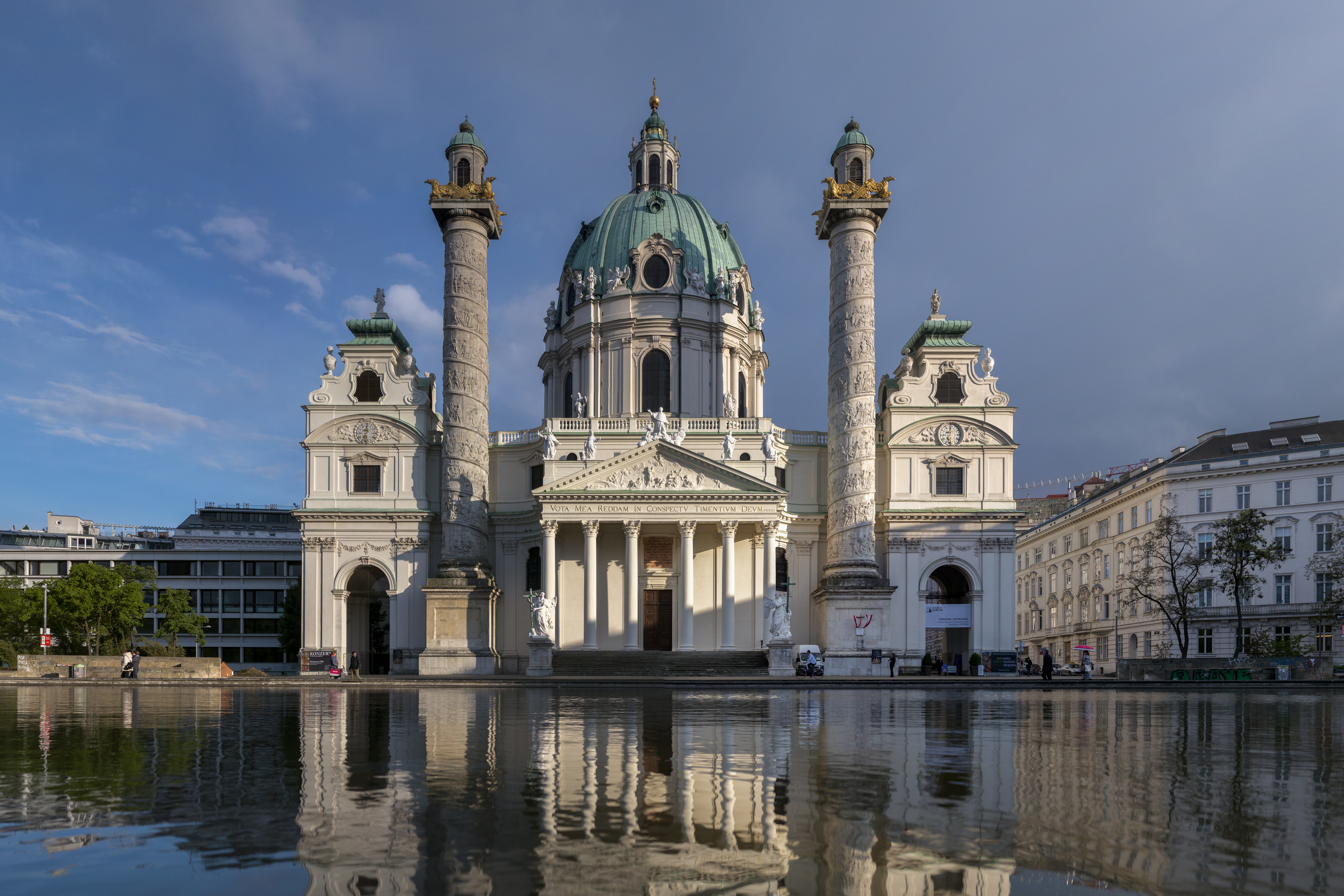
Karlskirche, Wien

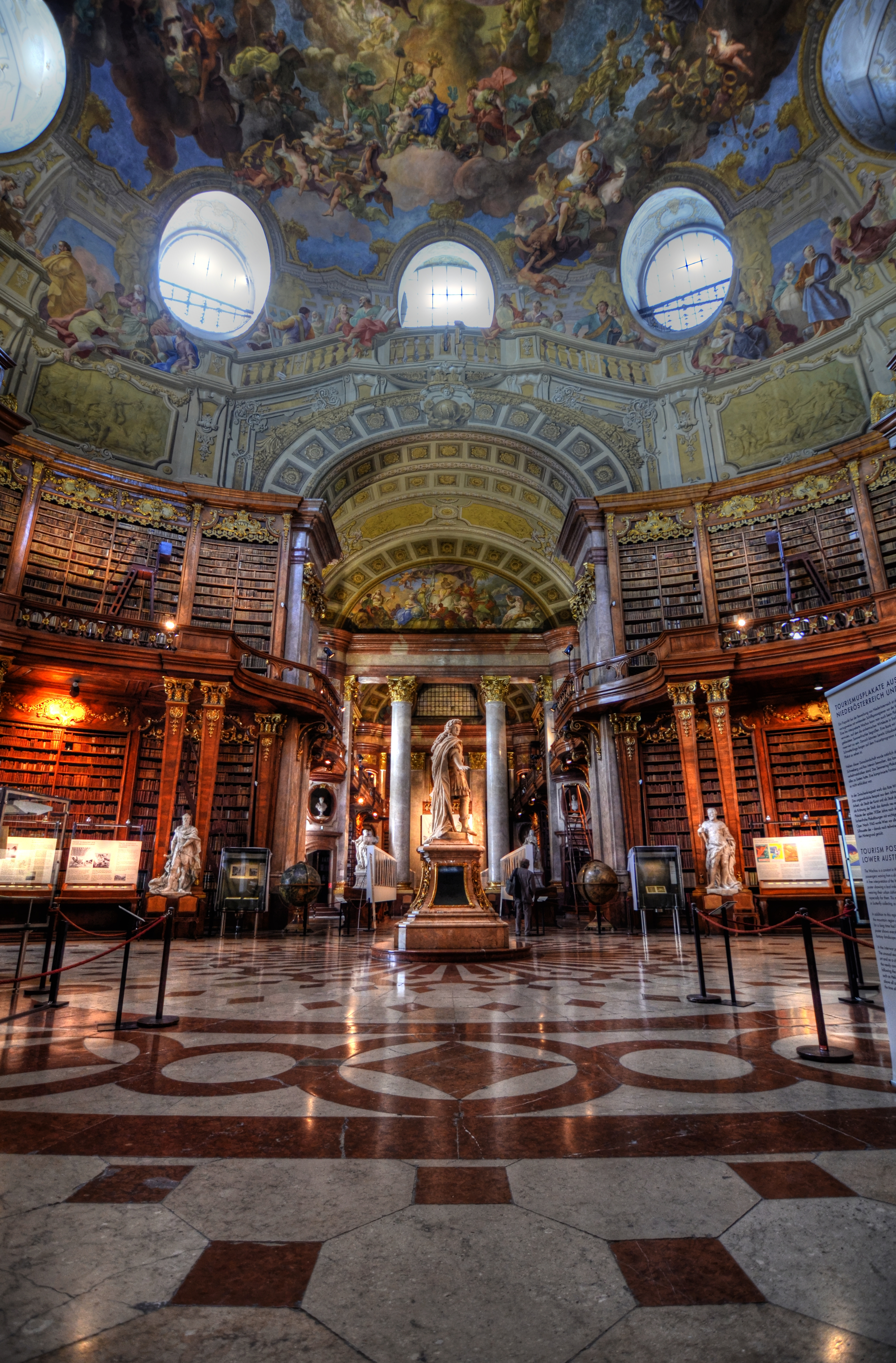
Hofbibliothek, Wien

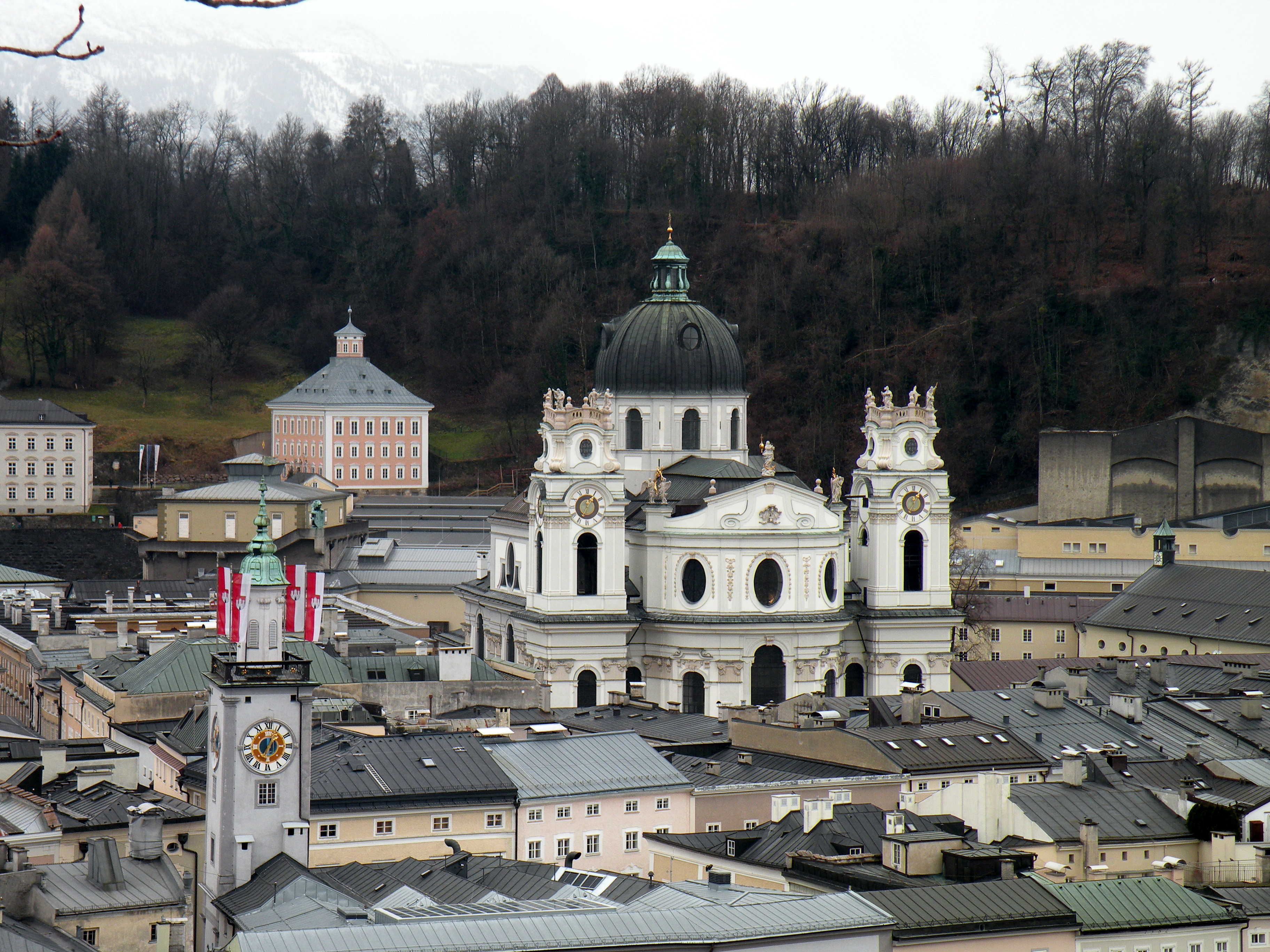
Kollegienkirche, Salzburg

### Ausbildung und Italien
Nachdem Johann Bernhard in der Bildhauerwerkstatt seines Vaters Johann Baptist Fischer in Graz eine erste Ausbildung zum Bildhauer erhalten hatte, ging er im Alter von 14 oder 15 Jahren nach Rom. Dort hielt er sich wohl ab 1670/71 bis 1686 auf. Vermutlich hatte sein Vater ihn an die Werkstatt Giovanni Paolo Schors, des Vaters von Filipo, verwiesen, bei dem der junge Fischer seine Ausbildung begann.
In einem künstlerischen Umfeld, in dem Giovanni Lorenzo Bernini, Carlo Fontana, die Kunstsammlerin und ehemalige Königin Christina von Schweden und Marchese del Carpio verkehrten, erhielt Fischer die vielfältigsten Eindrücke und Prägungen, die ihm später den Titel des Letzten europäischen Universalkünstlers eintrugen.
In Rom studierte Fischer die antike und die zeitgenössische Architektur, war zunächst jedoch als Bildhauer und Dekorateur tätig, da er in der Werkstatt der Familie Schor in Rom die Ausbildung für diese Berufe erworben hatte. Er beherrschte die Techniken des Stuckierens, der Marmor-Bildhauerei und der Medailleurskunst und fertigte Modelle für Bauplastiken. Für den Fürsten von Liechtenstein schuf er ein Tabakh-Bixl (eine Tabakdose) und für einen Grafen Thun-Hohenstein ein silbernes Prunkbett.
1682 war Fischer nachweislich für den König von Spanien in Neapel tätig, der auch in Sizilien regierte.

### Erste Wiener Periode
Als er vom Projekt der Dreifaltigkeitssäule in Wien hörte, reiste er in Richtung der Habsburger Residenzstadt. Nach einem kurzen Aufenthalt 1686 in Graz, wo er den Auftrag Kaiser Ferdinands II. für die Innengestaltung der Katharinenkirche und des angeschlossenem Mausoleums (Fresken, Stuck, vielleicht auch Entwurf des Altars in der Kirche) erhielt, bewegte er sich in Richtung Wien weiter. Dort gelang es ihm wohl noch im selben Jahr über private Kontakte, am privaten Wettkampf der Künstler an der Schöpfung der Pest- oder Dreifaltigkeitssäule am Graben teilzunehmen. Fischers väterlicher Freund Johann Frühwirth, bei dem er in Wien wohnte, hatte eine erste provisorische Version dafür geschaffen. Mit der Ausführung in Marmor wurde aber Matthias Rauchmiller beauftragt, der bald verstarb. Fischer gelang es inzwischen, eine nicht genauer erläuterte Planänderung durchzusetzen; die Schöpfung des Wolkenobelisken geht allerdings auf Lodovico Ottavio Bunacini zurück. Auch die Brüder Peter und Paul Strudel wurden vom Projekt (aus Venedig) nach Wien gelockt, und auch ihnen gelang es, einen Beitrag daran zu leisten. Fischer setzte schließlich die Konzeption des dreiteiligen Sockels durch, für den er gemeinsam mit Ignaz Bendl die Reliefs schuf. Im Zuge einiger Enttäuschungen im Zusammenhang mit der Arbeit an der Säule orientierte sich Fischer um und wandte sich der Architektur zu. Die Begeisterung dafür lässt sich wohl auf eine Begegnung mit Gian Lorenzo Bernini in Rom zurückführen, woraufhin er seine weitere Ausbildung der Architektur widmete.
In dieser Epoche der Veränderung beauftragte Fürst Johann Adam I. Andreas von Liechtenstein Fischer mit der Errichtung des Belvedere im Gartenpalais (1687/88), noch bevor der Architekt Kontakt zum Kaiserhof hatte. 1688 präsentierte Fischer Kaiser Leopold I. ein in seinem Ausmaß Versailles nachahmendes erstes Projekt für Schloss Schönbrunn, das ihm u. a. die Stellung als Architekturlehrer des Thronfolgers, des späteren Kaisers Joseph I., einbringen sollte. 1691 errichtete er Ehrenpforten für den Einzug Kaiser Leopolds, die nach den vielen Jahren der Vorherrschaft italienischer Baukunst in Wien als Triumph der deutschen Kunst gefeiert wurden. 1696 legte Fischer ein neues Konzept für Schönbrunn vor, das mangels finanzieller Mittel schon bescheidener ausfiel. Nach diversen Umbauten sind aber auch davon nur noch Fragmente erhalten. Im selben Jahr wurde Johann Bernhard Fischer mit dem Prädikat „von Erlach“ in den erbländisch-österreichischen Adelsstand erhoben. Seine Mutter Anna Maria war in erster Ehe mit dem Bildhauer Sebastian Erlacher verheiratet gewesen. Diesen Namen (ohne die beiden letzten Buchstaben) fügte Johann Bernhard anlässlich seiner Nobilitierung dem Familiennamen Fischer hinzu. Daneben arbeitete er in dieser Epoche am Stadtpalais für Gräfin Eleonore Batthyány, die Erbtochter des Hofkanzlers Graf Theodor Strattmann und enge Vertraute Prinz Eugens.

### Salzburger Periode
Zwischen den Projekten Schloss Schönbrunn I und Schloss Schönbrunn II war Fischer von Erlach einige Jahre in Salzburg tätig. Darüber, wie er dahin kam, gibt es verschiedene Mutmaßungen. Dass den Bildhauer-Architekten die dortigen Marmorbrüche anzogen, ist eine davon. Kontakt könnte er über den Salzburger Steinmetzmeister und Bildhauer Andreas Götzinger bekommen haben, der Marmorbalustraden für die Dreifaltigkeitssäule auf dem Graben geliefert hatte. Zudem kannte Fischer Graf Johann Ernst Thun-Hohenstein von Graz, der dort als Bischof von Seckau lebte, bis er 1687 zum Fürsterzbischof von Salzburg gewählt wurde. Eines der ersten Bauprojekte galt der Neugestaltung des Mirabellgartens. Thun hatte damit wohl noch seinen Hofbildhauer und Architekten Bartholomäus van Opstal betraut, der aber 1694 verstarb. Nach seinem Tod übernahm Fischer alle Bauaufgaben im Dienst des Fürsterzbischofs.
Zwischen 1693 und 1699 baute Fischer im Erzstift Salzburg fünf Kirchen: die Dreifaltigkeitskirche, die Kollegienkirche, die Ursulinenkirche, die Johannsspitalkirche in Mülln, die Wallfahrtskirche Maria Kirchental im Pinzgau und Schloss Kleßheim. Im dortigen Park errichtete Fischer 1694 das sogenannte Hoyos-Stöckl, ein Lustgebäude in der Art der römischen Casinos. Einige Zeichnungen sind im Codex Montenuovo erhalten, der sich in Wien in der Albertina befindet. So wie für Schloss Mirabell gab es offenbar auch schon vor Fischers Eintreffen in Salzburg ein Projekt für eine repräsentative Ausgestaltung des Hofmarstall-Portals. Obwohl es als Werk Fischers zu erkennen ist – eine Triumphpforte mit Diadembogen gehören zu seinen typischen Markenzeichen (s. auch das Portal des Palais Lobkowitz in Wien oder der Altar in der Franziskanerkirche) – scheint es einen Projekt- und Künstlerwechsel gegeben zu haben. Gegen Ende der Salzburger Zeit begann Fischer 1698 mit dem ersten Bauabschnitt des Stadtpalais von Prinz Eugen in Wien. Besonders bemerkenswert sind das Portal und das Treppenhaus. Diesen Auftrag verlor er aber 1700 an Johann Lucas von Hildebrandt.

### Zweite Wiener Periode
1705 wurde er in Wien zum „Oberinspektor sämtlicher Hof- und Lustgebäude“ ernannt. Dieser Hofstelle folgten anfangs keine Bauaufträge. Erst 1709 konnte die Böhmische Hofkanzlei in der Wipplingerstraße in Wien begonnen werden. Sie ist der einzige Bau mit Dreiecksgiebel, an dem von Anfang an ein Schrägdach vorgesehen war. 1721 erschien sein architekturtheoretisches Hauptwerk, eine Sammlung von Kupferstichen im Folioformat mit dem Originaltitel Entwurff Einer Historischen Architectur. Fischer hatte nach eigenen Angaben 16 Jahre daran gearbeitet. Er war ein hervorragender Zeichner, der seinen ebenfalls exzellenten Kupferstechern erstklassige Vorlagen übergab. Drei Abschnitte der Sammlung enthielten Darstellungen von wichtigen Bauwerken der Vergangenheit, angefangen mit den Sieben Weltwundern. Die Quellenlage war oft mangelhaft, Fischer musste viele Wissenslücken durch phantasievolle Ergänzungen schließen. Soweit es sich um China handelte, dienten ihm die Chinaberichte Joan Nieuhofs als Vorbild. Im vierten Abschnitt stellte er eigene Arbeiten vor. Das Werk gilt als erste universale Architekturgeschichte der Welt, wobei historische und archäologische Treue nicht das primäre Ziel waren. Fischers Kupferstichsammlung zielte nicht auf eine objektive Darstellung der Weltgeschichte der Baukunst, sondern sie stand im Dienst des wiedererstarkten habsburgischen Kaisertums, als dessen Hofarchitekt Fischer die Pracht imperialen Bauens durch sorgfältig ausgewählte Exempel der Geschichte legitimierte.
1715 konnte er sich beim Wettbewerb um den Bau der Karlskirche unter anderem gegen Johann Lucas von Hildebrandt durchsetzen. Dieses vielschichtige Gebäude, dessen Fassade in Richtung Hofburg schaut, gilt als sein Hauptwerk. Die Kirche ist dem Heiligen Karl Borromäus gewidmet, dem Schutzheiligen vor der Pest und Namenspatron Kaiser Karls VI. Fischer verarbeitete im Entwurf zur Karlskirche unterschiedliche historische Vorbilder, so auch die Trajanssäule in Rom, und verband sie mit modernen architektonischen Mitteln. Schließlich erhielt er doch noch Aufträge an der Hofburg; namentlich die Hofstallungen und die Hofbibliothek wurden von ihm geplant. Die Hofbibliothek entspricht dem heutigen Prunksaal der Österreichischen Nationalbibliothek und war ursprünglich als freistehendes Gebäude geplant.

### Privatleben
Fischer von Erlach war zweimal verheiratet, in erster Ehe ab 1690 mit der Regensburger Notarstochter Sophie Constantia Morgner, mit der er vier Kinder hatte. 1705 heiratete er Francisca Sophia, geborene Lechner, verwitwete Willer. Diese zweite Ehe war eine Enttäuschung für ihn, da die Gattin ihren alternden Ehemann verließ, so dass dieser sie 1723 in seinem Testament enterbte. Nach seinem Tod 1723 übernahm sein Sohn Joseph Emanuel die unvollendeten Projekte, namentlich die Karlskirche, deren Weihe 1737 erfolgte.

## Werk
Fischer von Erlach ist einer der herausragenden Architekten seiner Zeit, der aber in der österreichischen Architektur nicht zuletzt wegen seiner klassizistischen Ausrichtung einzigartig bleibt. Seine Formensprache ist ruhig und monumental – Ornamente treten gegenüber einer Betonung der architektonischen Harmonie zurück. Wo er Projekte anderer Architekten weiterführte, so beim Palais Schwarzenberg, das er von Hildebrandt übernahm, vereinheitlichte er die Fassade. Er näherte sich im zunehmenden Alter mehr und mehr der westeuropäischen, vor allem französischen Architektur an. Wohl aus diesem Grund ist er auch, anders als sein Zeitgenosse Johann Lukas von Hildebrandt, abgesehen von seinem Sohn, ohne Nachfolger geblieben. Vor allem tragende Architekturteile ließ Fischer von Erlach aus härtestem Kaiserstein arbeiten; so ist eine intensive Zusammenarbeit mit Kaisersteinbrucher Meistern dokumentiert.

## Denkmale
Im Jahr 1875 wurden in Wien-Favoriten (10. Bezirk) die Erlachgasse und der Erlachplatz nach Johann Bernhard Fischer von Erlach benannt. Auf dem Wiener Rathausplatz wurde ihm 1867 ein Denkmal errichtet. In der Schultergasse 5 (1. Bezirk), am früheren Standort seines Hauses, des alten Sternhofs, wurde am 17. Mai 1908 eine Erlach-Gedenktafel enthüllt, die der Verein Wiener Bauhütte, eine Architektenvereinigung an der Akademie der bildenden Künste gestiftet hatte.
Aus Entwurff Einer Historischen Architectur:

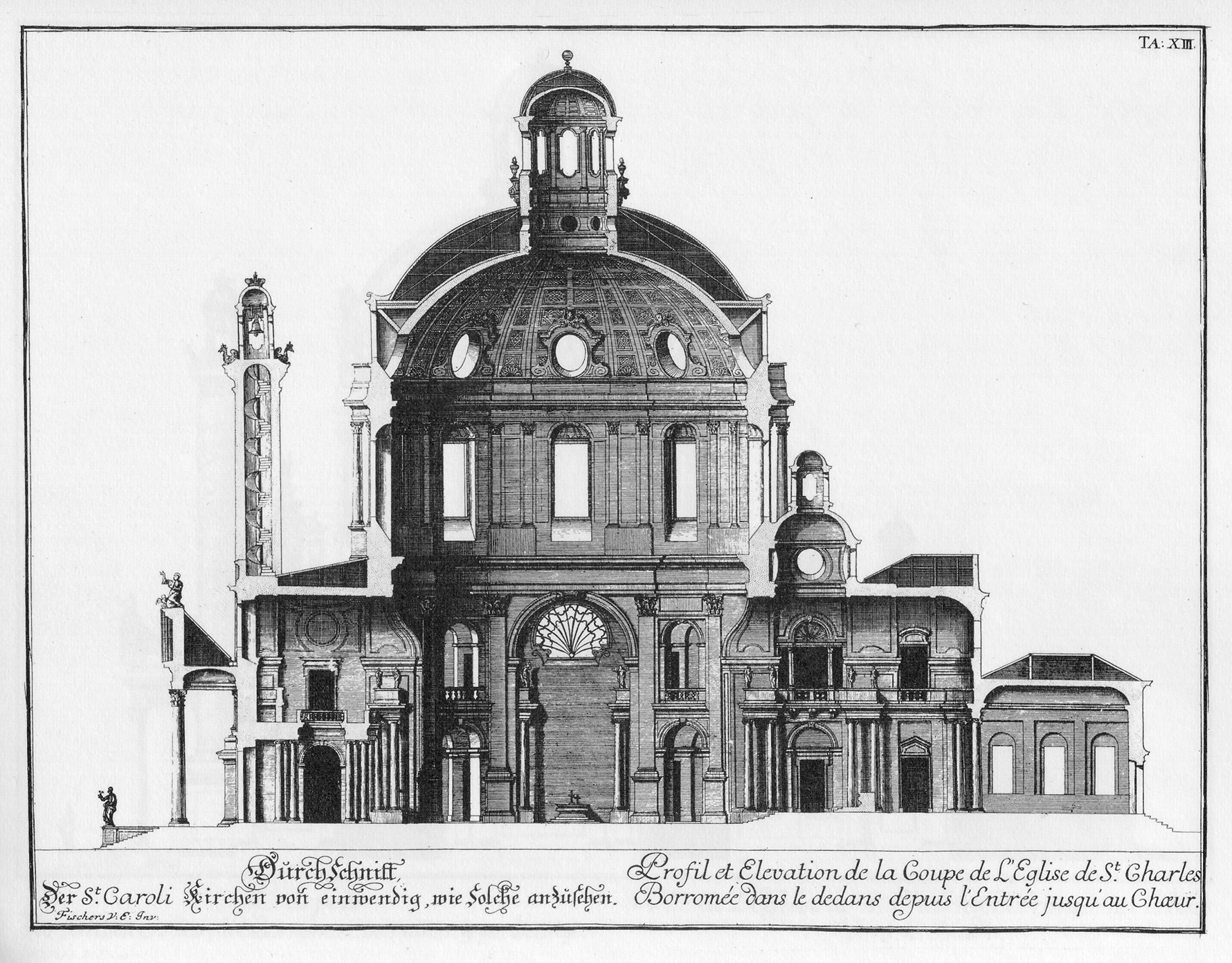
Die Karlskirche
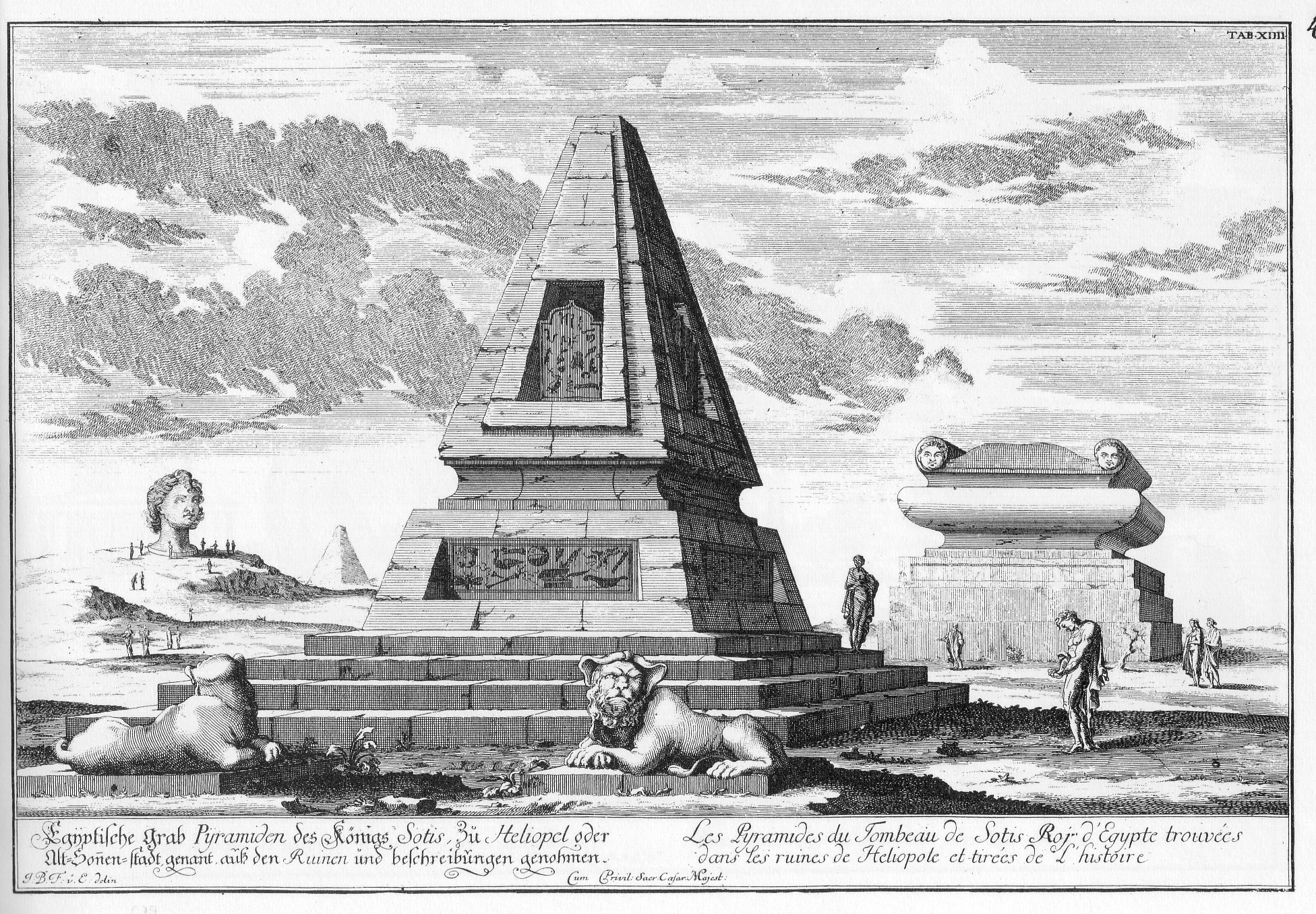
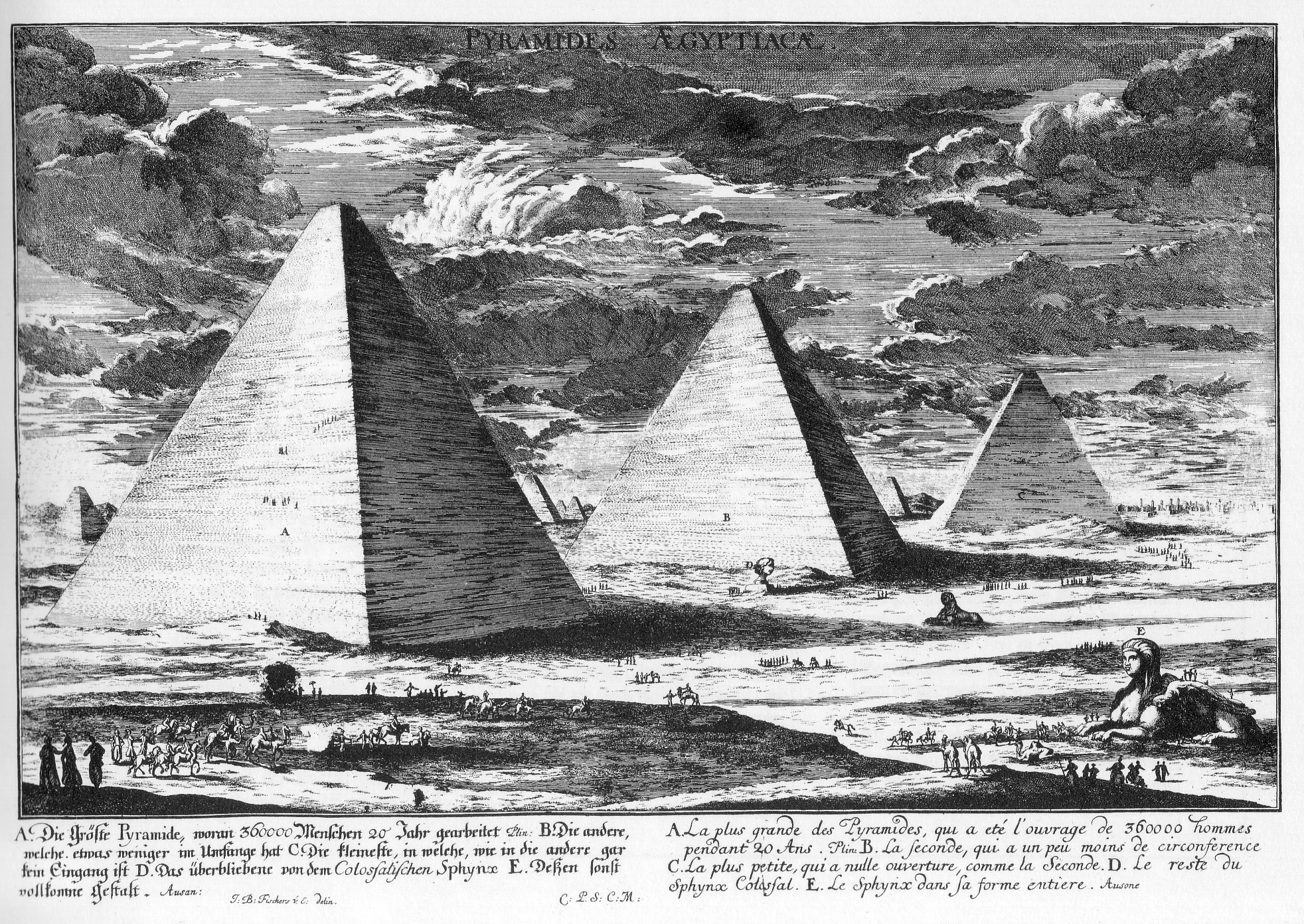
Die Pyramiden von Gizeh
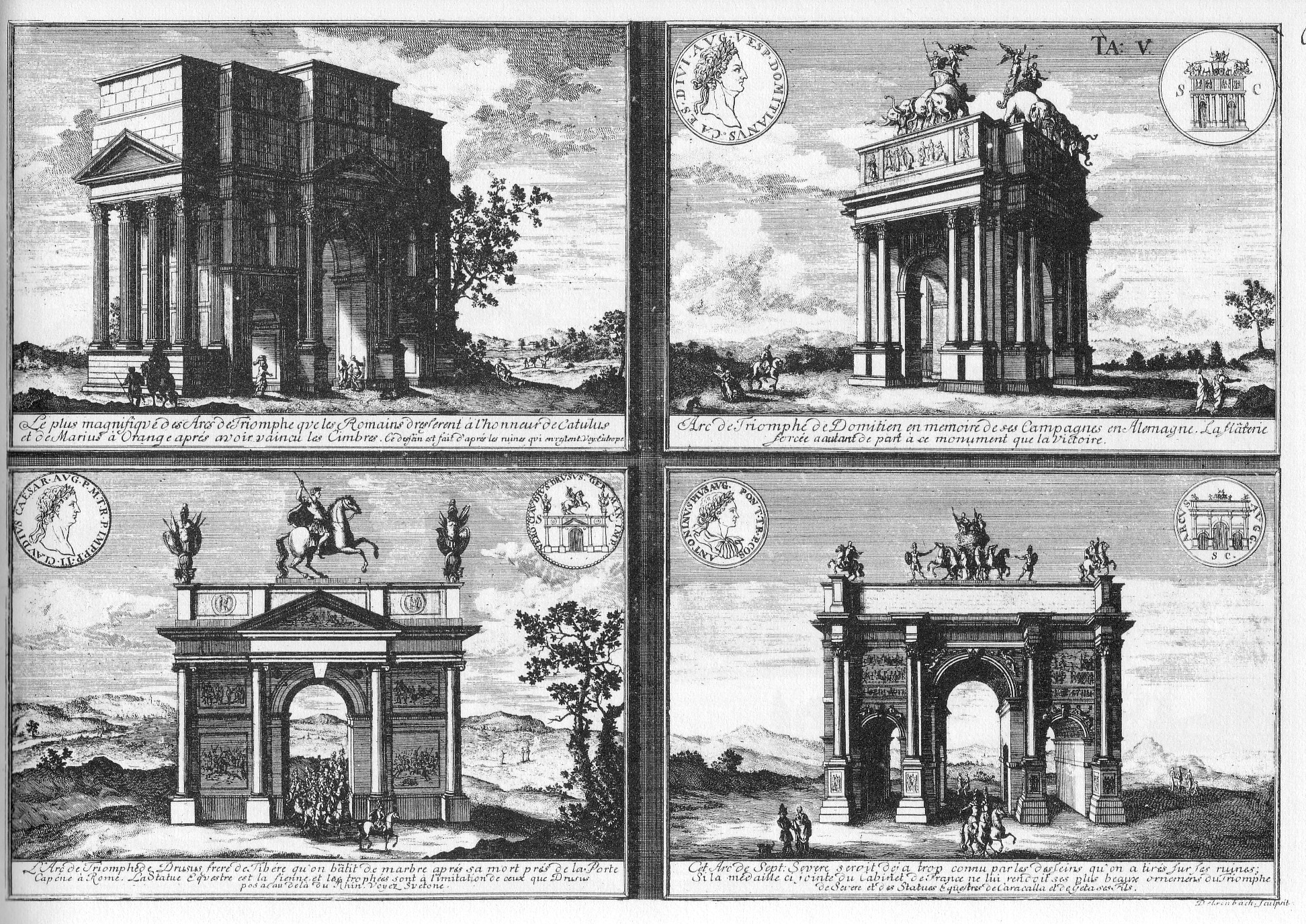

## Werke
(Auswahl)
- Reitstallgebäude im Auftrag Fürst Johann Adams I von Liechtenstein für Schloss Lednice/Eisgrub in Mähren.
- Hochaltar der Basilika im Wallfahrtsort Mariazell
- Innenausstattung, Stuck und Altar der zum Mausoleum gehörenden Katharinenkirche in Graz
- „Ahnensaal“ der Althan in Frain an der Thaya
- Stadtpalais Clam-Gallas in Prag - Altstadt
- Entwurf für Monstranz Goldene Sonne aus Loreto in Prag
- Entwürfe und erster Bau von Schloss Schönbrunn
- Goldburg in Murstetten
- Stadtpalais Strattmann in Wien
- Jagdschloss Starhemberg in Niederweiden
- Johannsspitalkirche mit angrenzendem Spital in Salzburg
- Kollegienkirche in Salzburg
- Dreifaltigkeitskirche in Salzburg
- Ursulinenkirche und -kloster in Salzburg
- Fassade des Hofmarstalles und der Winterreitschule in Salzburg (heute Teile der Festspielhäuser)
- Stadtpalais des Prinzen Eugen, von Hildebrandt übernommen
- Ledererschlössel (auch Huldenbergschlösschen) für Erasmus Freiherr von Huldenberg in Wien
- Palais Schönborn-Batthyány auf der Freyung in Wien
- Schloss Kleßheim in Salzburg
- Böhmische Hofkanzlei in Wien
- Gartenpalais Trautson in Wien-Neubau
- Karlskirche in Wien
- Hofstallungen in Wien (heutiges MuseumsQuartier)
- Hofbibliothek in Wien
- Winterreitschule der Hofburg in Wien
- Wallfahrtskirche Maria Kirchental
- Kurfürstenkapelle des Breslauer Doms